# Il quarto uomo (film 1952)
Il quarto uomo (Kansas City Confidential) è un film del 1952, diretto da Phil Karlson.

## Trama
Tim Foster, capitano della polizia in pensione, ha in progetto di rapinare una banca. Per più di una settimana mette sotto osservazione la Southwest Bank e il negozio di fiori lì vicino, cronometrando i tempi del furgoni addetti alle consegne. Dopo essersi accertato che ogni camion lascia il luogo sempre ogni giorno alla stessa ora, Foster si mette in contatto con un trio di rapinatori: Pete Harris, un giocatore di professione, Tony Romano, un donnaiolo, e Boyd Kane, un assassino a sangue freddo. Con addosso una maschera, Foster li vede separatamente e minaccia di denunciarli alla polizia se non parteciperanno al suo piano.
I quattro, tutti mascherati, attendono che il furgone dei fiori se ne vada per sostituirlo subito con un mezzo identico. Spacciandosi per fiorai, si impadroniscono del furgone blindato della banca con dentro oltre un milione di dollari. La banda poi si divide con l'impegno di spartirsi in bottino in un secondo momento. E ognuno dei membri riceve una mezza carta da gioco con cui potrà farsi riconoscere al momento della riscossione.
Sulle loro tracce arriva però Joe Rolfe: fattorino del vero camion di fiori, l'uomo è stato preso e strapazzato per giorni dalla polizia, convinta che sia stato il basista del colpo a causa di un suo piccolo precedente penale. Quando il furgone della rapina viene ritrovato, Joe viene rilasciato ma, a causa dell'ingiusta accusa, ha perso il lavoro. Decide così di chiedere aiuto a un suo vecchio amico, Eddie, al quale ha salvato la vita in guerra. Rick, il fratello di Eddie, suggerisce il nome di Pete Harris come uno che potrebbe essere coinvolto nella rapina. Joe, allora, parte per Tijuana dove, al Casino, trova Harris ai tavoli da gioco. Harris ha un biglietto aereo per Borados e le istruzioni per giungervi. Picchiato da Joe, il giocatore confessa di essere uno dei rapinatori ma di non sapere altro. I due vanno insieme in aeroporto ma la polizia locale cerca di arrestare Harris per debiti di gioco. L'uomo reagisce sparando e viene ucciso dai poliziotti. Joe, che nessuno conosce, parte sull'aereo con i documenti di Harris.
A Borados, Rolfe/Harris incontra e si innamora di una splendida ragazza, Helen, la figlia di Foster. Mentre Joe individua in Romano e in Kane i probabili complici della rapina, l'ex poliziotto che ha ordito tutto il piano confida a Scott Andrews, suo vecchio amico e ispettore della compagnia di assicurazioni, che - secondo lui - i ladri potrebbero essere Harris, Romano e Kane. Joe, nel frattempo, lascia cadere la sua mezza carta davanti a Romano, poi, nel suo bungalow, lo picchia per farlo parlare. I due, poi, decidono di collaborare. Ma, il giorno seguente, Kane smaschera il falso Harris: sta per ucciderlo, ma Joe viene salvato dall'arrivo di Helen che gli ha procurato una pistola.

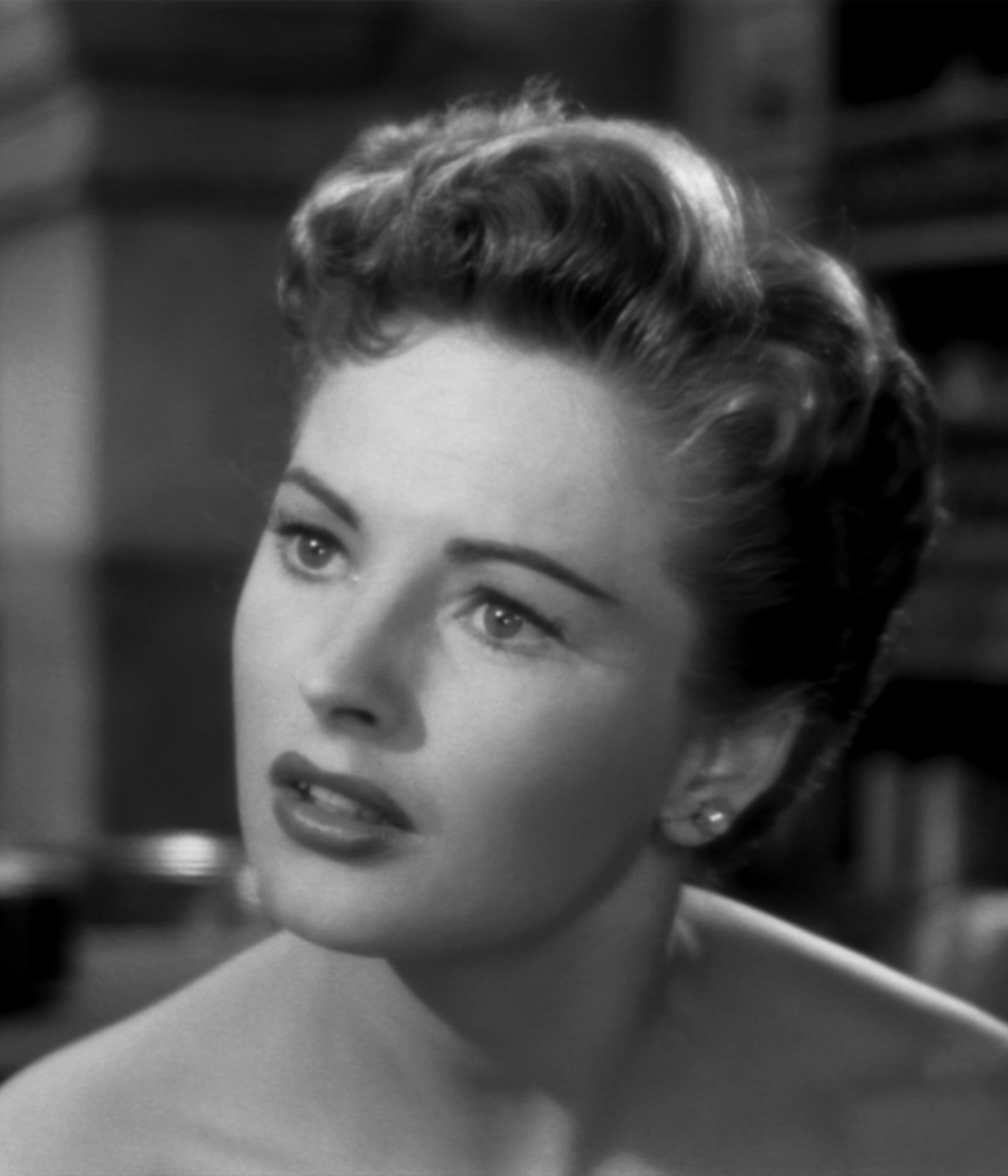
Coleen Gray (Helen)

Quella notte, ognuno dei tre riceve un biglietto che dà loro appuntamento su una barca: è la trappola che ha predisposto Foster per catturarli con Andrews e la polizia. Helen, intanto, chiede al padre di proteggere Harris, che lei ama. Foster le dice che quello non è altro che un avanzo di galera, ma la ragazza insiste. Così, quando sull'imbarcazione si è alla resa dei conti, l'intervento di Foster salva Joe. Romano, infatti, ha ucciso Kane per guadagnarsi una fetta più consistente del bottino e poi punta la pistola su "Harris". Joe si rende conto che anche Foster deve essere coinvolto nella rapina perché è l'unico a sapere che lui non è il vero Harris. Dà una spinta a Romano che spara a Foster, poi si mette a lottare con lui per impadronirsi della pistola: nello scontro, il gangster rimane ucciso. Foster, mortalmente ferito, prima di morire chiede a Joe di non dire niente alla figlia. In quel momento, arriva Andrews: il poliziotto morente gli dice che Joe gli aveva fatto una soffiata su Harris ma che non c'entra niente. Il giovane sostiene quella bugia sia per salvare sé stesso, sia la reputazione di Foster. Poi, l'ispettore delle assicurazione porta le ultime parole dell'amico morto a Helen, dicendole che suo padre ha benedetto la sua unione con Joe.

## Produzione
Il film fu prodotto dalla Associated Players & Producers.

## Distribuzione
Distribuito dall'United Artists, uscì nelle sale cinematografiche USA l'11 novembre 1952.